# Shuanghuai
Shuanghuai (kinesiska: 双槐) är en köping i sydvästra Kina. Den ligger i stadsdistriktet Hechuan i storstadsområdet Chongqing, omkring 69 kilometer norr om det centrala stadsdistriktet Yuzhong. Antalet invånare är 39 907. Befolkningen består av 19 625 kvinnor och 20 282 män. Barn under 15 år utgör 21,0 %, vuxna 15-64 år 63 %, och äldre över 65 år 15,0 %.